# Woda chlorowa
Woda chlorowa – nasycony roztwór wodny chloru, zawierający ok. 7 g Cl2/dm3 (temp 20 °C), tj. o stężeniu ok. 0,1 M. 
Rozpuszczalność chloru w wodzie zależy od temperatury i spada od ok. 10 g/dm3 w 0 °C do 0 w  100 °C. Rozpuszczalność jest znacząco niższa w solance, np. w 25% roztworze NaCl wynosi ok. 0,5 g/dm3 w 20 °C, natomiast w kwasie solnym rozpuszczalność wzrasta, np. do ok. 12  g/dm3 w 20 °C w 25% HCl. Punkt poczwórny układu chlor–woda występuje przy 28,7 °C.

## Właściwości chemiczne
W wodzie chlorowej chlor ulega dysproporcjonowaniu, w wyniku czego znajduje się w równowadze z kwasem podchlorawym i kwasem solnym:
Cl2 + H2O ⇌ HClO + HCl
Powstający HClO rozkłada się na świetle z wydzieleniem tlenu:
2HClO _światło_͕ O2 + 2HCl
Podobnemu rozkładowi ulega brom w wodzie bromowej, jednak jego reakcja przebiega wolniej.

## Hydraty chloru
W temperaturze <10 °C z wody chlorowej krystalizują żółtozielone hydraty. Pierwotnie kryształy te uważano za stały chlor, dopiero w roku 1823 Michael Faraday określił ich rzeczywisty charakter (a po ogrzaniu w zatopionej fiolce uzyskał z nich po raz pierwszy chlor w stanie ciekłym). Pierwsi badacze (Faraday i M. Maumené) opisywali bardzo zróżnicowany skład uzyskanych przez siebie hydratów, od Cl2·4H2O do Cl2·12H2O. Dokładniejsze badania, które w roku 1884 opisał H. W. Bakhuis Roozeboom, wykazały, że czyste kryształy mają skład Cl2·8H2O i tak są one opisywane zazwyczaj współcześnie. W rzeczywistości zawartość wody nie jest ściśle zdefiniowana, gdyż hydraty mają charakter klatratów.

## Zastosowanie
Woda chlorowa stosowana jest jako utleniacz, środek dezynfekujący i odczynnik chemiczny. W niektórych przypadkach może zastępować chlor gazowy. 
W analizie jakościowej może służyć do wykrywania bromków i jodków. Dodaje się ją kroplami do badanego roztworu energicznie mieszając. Do środowiska reakcji dodaje się rozpuszczalnik organiczny taki jak benzen, chloroform, czy tetrachlorometan. Obecne w roztworze bromki lub jodki są utleniane zgodnie z równaniem:
2Br− + Cl2 → 2Cl− + Br2
lub
2I− + Cl2 → 2Cl− + I2
Powstający brom lub jod ekstrahowany jest do fazy organicznej, zmieniając jej zabarwienie na żółte (brom) lub różowe (jod).